# アンブリセンタン
アンブリセンタン（Ambrisentan）は肺高血圧治療薬の一つである。エンドセリン受容体A（ETA）選択的エンドセリン受容体拮抗薬として作用する。1日1回2.5〜10mgを経口投与すると偽薬と比較して耐運動負荷（6分間歩行距離）が有意に改善することが二重盲検試験（ARIES-1、ARIES-2）で示された。商品名ヴォリブリス。
米国で2007年7月に肺動脈性肺高血圧症の治療薬として承認された。欧州では2008年4月に承認された。日本では2010年7月に承認された。アンブリセンタンは承認に先立って希少疾病用医薬品に指定されている（米国：2004年8月、欧州：2005年5月、日本：2013年6月）。

## 効能・効果
アンブリセンタンはWHO第1群（肺動脈性肺高血圧症）クラスIIまたはIIIの患者の運動許容量を改善し、臨床症状の悪化を抑制する。WHO機能分類クラスIVの患者における有効性および安全性は確立していない。

## 副作用
治験での副作用発現率は、国内治験で88.0%、海外治験で39.5%であった。
添付文書に記載されている重大な副作用は、貧血（12.0%）、体液貯留（4.0%）、心不全、間質性肺炎である。
10%以上の患者に過敏症反応（血管浮腫、発疹等）、頭痛、潮紅、鼻閉、鼻出血、喀血が発生する。